# Dontae' Jones
Dontae Antijuaine Jones (Nashville, Tennessee, 2 de junio de 1975) es un exjugador de baloncesto estadounidense que jugó una temporada en la NBA y que posteriormente jugó en diferentes países como Venezuela, Puerto Rico, Italia, Grecia, Corea del Sur, China o México. Con 2,03 metros de estatura, jugaba en la posición de Escolta.

## Trayectoria deportiva

### Universidad
Comenzó su carrera universitaria en el Community College de Northeast Mississippi, donde estuvo dos temporadas antes de dar el salto a la División I de la NCAA, siendo reclutado por los Bulldogs de la Universidad Estatal de Misisipi. En su única temporada en la élite colegial promedió 14,7 puntos y 6,8 rebotes por partido, alcanzando el equipo por primera vez en su historia la Final Four.

### Profesional
Fue elegido en la vigésimo primera posición del Draft de la NBA de 1996 por New York Knicks, con quienes firmó un contrato por tres temporadas por dos millones de dólares. Pero antes del comienzo de la temporada 1997-98 fue traspasado, junto con Walter McCarty, John Thomas y Scott Brooks a Boston Celtics a cambio de Chris Mills y dos segundas rondas del draft. Con los Celitcs únicamente disputó 15 partidos antes de ser cortado, en los que promedió 2,9 puntos y 0,6 rebotes por partido.
Al verse sin equipo, decidió fichar por los La Crosse Bobcats de la CBA, donde permaneció dos temporadas. Poco antes del comienzo de la temporada 2000-01 de la NBA firmó con los Washington Wizards, pero quince días después fue despedido. En 2001 jugó una temporada con los Memphis Houndawgs de la ABA, para posteriormente recorrerse medio mundo en los siguientes años, jugando con los Toros de Aragua de la Liga de Venezuela, los Vaqueros de Bayamón de la Liga de Puerto Rico, el Pompea Napoli de la Liga Italiana, el Apollon Patras de la Liga Griega y finalmente tres temporadas con el Anyang KT&G Stars de Corea del Sur.
Posteriormente militó en la Liga Nacional de Baloncesto Profesional de México (LNBP) para los Halcones de la Universidad Veracruzana Xalapa.

## Estadísticas de su carrera en la NBA

### Temporada regular
| Temporada | Edad | Equipo         | Liga | P  | TIT | MIN | TC  | TCA | %TC  | 3P  | 3PA | %3P  | TL  | TLA | %TL | R.OF. | R.DEF. | REB | ASIS | ROB | TAP | PER | FP  | PTS |
| 1997-98   | 22   | Boston Celtics | NBA  | 15 | 0   | 6.1 | 1.3 | 3.8 | .333 | 0.4 | 1.5 | .261 | 0.0 | 0.0 |     | 0.2   | 0.4    | 0.6 | 0.3  | 0.1 | 0.2 | 0.7 | 0.8 | 2.9 |
| Total     |      |                | NBA  | 15 | 0   | 6.1 | 1.3 | 3.8 | .333 | 0.4 | 1.5 | .261 | 0.0 | 0.0 |     | 0.2   | 0.4    | 0.6 | 0.3  | 0.1 | 0.2 | 0.7 | 0.8 | 2.9 |